# Comisión para la Igualdad de Oportunidades en el Empleo
La Comisión para la Igualdad de Oportunidades en el Empleo de Estados Unidos (inglés: Equal Employment Opportunity Commission; EEOC) es una agencia federal del Gobierno de Estados Unidos creada el 2 de julio de 1965, que hace cumplir las leyes contra la discriminación en los lugares de trabajo. La EEOC investiga denuncias de discriminación basadas en la raza, color, origen, religión, sexo, edad, discapacidad e información genética de un individuo o por revancha por reportar, participar y/o rechazar una práctica discriminatoria. Tiene su sede en Washington D. C.